# Festas Romanas
A obra Festas Romanas foi composta por Ottorino Respighi (Bolonha, 9 de Julho de 1879 - Roma, 18 de Abril de 1936) em 1928. Em conjunto com As Fontes de Roma e Os Pinheiros de Roma forma a série de poemas sinfônicos do compositor popularizada por Arturo Toscanini.
A composição Festas Romanas é dividida em quatro partes: 1. Circenses - 2. Il Giubileo - 3. L’Ottobrata - 4. La Befana. Sua primeira apresentação deu-se em Nova Iorque, no Carnegie Hall, em 21 de fevereiro de 1929, sendo regente o maestro Arturo Toscanini.